# Love & Life: The Very Best of Diana Ross
Love & Life: The Very Best of Diana Ross è un album di raccolta della cantante statunitense Diana Ross, pubblicato nel 2001.

## Tracce

### Edizione singolo CD
1. You Can't Hurry Love (with The Supremes) – 2:54
2. Ain't No Mountain High Enough – 3:30
3. You Keep Me Hangin' On (& The Supremes) – 2:54
4. I'm Still Waiting – 3:43
5. Touch Me In The Morning – 3:27
6. You Are Everything – 3:07
7. Love Hangover – 3:45
8. Upside Down – 4:06
9. I'm Coming Out – 3:56
10. Do You Know Where You’re Going To? – 3:25
11. Mirror, Mirror – 4:05
12. Muscles – 4:03
13. Work That Body – 3:36
14. Endless Love (with Lionel Richie) – 4:27
15. Why Do Fools Fall In Love – 2:55
16. Chain Reaction – 3:48
17. When You Tell Me That You Love Me – 4:12
18. One Shining Moment – 4:46
19. I Will Survive – 3:49
20. Not Over You Yet (Metro Radio Edit) – 4:04
21. Goin' Back – 3:40

### Edizione doppio CD
Disco 1 - Life
1. Chain Reaction – 3:48
2. Baby Love (& The Supremes) – 2:36
3. Where Did Our Love Go (& The Supremes) – 2:35
4. You Can't Hurry Love (& The Supremes) – 2:54
5. Stop! In the Name of Love (& The Supremes) – 2:53
6. You Keep Me Hangin' On (& The Supremes) – 2:54
7. The Happening (& The Supremes) – 2:52
8. Reflections (& The Supremes) – 2:52
9. Love Hangover – 3:45
10. The Boss – 3:58
11. Why Do Fools Fall In Love – 2:55
12. Mirror, Mirror – 4:05
13. Muscles – 4:03
14. Work That Body – 3:36
15. Force Behind The Power – 4:04
16. Workin' Overtime – 4:17
17. Take Me Higher – 4:19
18. Until We Meet Again (Hex Hector Remix) – 3:53
19. Not Over You Yet (Metro Radio Edit) – 4:04
20. I'm Coming Out – 3:56
21. Upside Down – 4:06
22. My Old Piano – 3:57

Disco 2 - Love
1. You Are Everything (& Marvin Gaye) – 3:09
2. Touch Me In The Morning – 3:27
3. Do You Know Where You're Going To? (Theme From Mahogany) – 3:25
4. I'm Still Waiting – 3:43
5. Ain't No Mountain High Enough – 3:30
6. I'm Gonna Make You Love Me (& The Supremes & The Temptations) – 3:07
7. Someday We'll Be Together – 3:26
8. Remember Me – 3:30
9. Stop, Look, Listen (To Your Heart) (& Marvin Gaye) – 2:55
10. Good Morning Heartache – 2:22
11. It's My Turn – 3:59
12. One Shining Moment – 4:46
13. In The Ones You Love – 4:17
14. Your Love – 4:03
15. Best Years Of My Life – 4:23
16. Goin' Back – 3:40
17. If We Hold On Together – 4:10
18. When You Tell Me That You Love Me – 4:12
19. Endless Love (& Lionel Richie) – 4:27